# Oliver Hall
Oliver Hall, conegut amb el nom de guerra kurd «Canşêr Zagros», (Gosport, 28 d'octubre de 1993 - Ar-Raqqà, 25 de novembre de 2017) va ser un guerriller anglès, integrant de la milícia kurda Unitats de Protecció Popular (YPG) que va lluitar contra Estat Islàmic a Síria entre l'agost i el 25 de novembre de 2017, data de la seva mort quan netejava una ciutat de mines.

Nascut el 28 d'octubre de 1993 a la localitat anglesa de Gosport, situada al comtat de Hampshire, va cursar els seus estudis a la Bay House School del seu poble natal i, després, al Fareham College, on es va formar com a enginyer de telecomunicacions. L'any 2017, amb 23 anys, va decidir allistar-se a les Unitats de Protecció Popular (YPG), sense tenir cap entrenament militar previ abans de viatjar a Síria.
El 25 de novembre de 2017 va morir assassinat per l'explosió d'un artefacte explosiu improvisat (IED) metre netejava la ciutat d'Ar-Raqqà de mines anti-persona. Segons Mark Campbell, membre de la Campanya de Solidaritat Kurda, va ser assassinat per «una explosió programada deixada per Daesh [Isis] després de l'alliberament de la ciutat». Una declaració de la Campanya de Solidaritat Kurda va assenyalar que «Oliver va caure participant en el treball humanitari, subratllant la dedicació dels voluntaris no només a la lluita contra Estat Islàmic sinó a la creació d'un futur nou i millor per a la població d'Ar-Raqqà».
En un vídeo que Hall es va gravar per ser publicat en cas de la seva mort, va dir: «Vaig venir aquí per voluntat pròpia, sabent els riscos i les conseqüències que poden seguir». Hall es va convertir en el quart combatent britànic mort en l'operació de neteja d'Ar-Raqqà des del juliol de 2017. Kevin Benton, exsoldat i amic de Hall, va dir al diari The Times que: «Volia estar al front, i volia estar just on era l'acció, i no tenia por d'anar».
No obstant això, en un comunicat erroni, les YPG van notificar la mort de Hall amb un nom i cognom diferent, de manera que van afirmar que «durant el pentinat i neteja de la ciutat, un dels nostres combatents internacionals, Jan Shire [Canşêr Zagros], va morir martiritzat el 25 de novembre de 2017, com a resultat d'una explosió d'una mina». La mort de Hall va arribar un mes després de la mort del seu compatriota anglès Jac Holmes, un franctirador de Bournemouth que va lluitar amb les YPG des del gener de 2015.